# 너지 다비드
너지 다비드(헝가리어: Nagy Dávid, 1999년 7월 14일~)는 헝가리의 펜싱 선수로 주 종목은 에페이다. 2024년 하계 올림픽에서 에페 단체전 금메달을 획득했다.

## 경력
부다페스트 출신으로 초등학생 때 펜싱을 시작했다.
버셔시 SC 소속으로 선수 경력을 시작했다. 헝가리 유스 국가대표와 주니어 국가대표를 겨쳐 2016년에 헝가리 성인 국가대표로 처음 발탁되었다.
2019년 7월 이집트 카이로에서 열린 2019년 세계 선수권 대회에 참가하여 선수 경력 처음으로 세계 선수권 대회에 출전했다. 그는 단체전에 참가했으며 4위에 올랐다.
2023년 6월 폴란드 크라쿠프에서 열린 2023년 유러피언 게임에 참가했으며 단체전에서 스위스팀을 꺾고 금메달을 획득했다.
2024년 8월 프랑스 파리에서 열린 2024년 하계 올림픽에 참가했고 단체전에서 일본팀을 꺾고 금메달을 획득했다.

## 수상

### 수훈
- 장교십자 헝가리 공로장(2024년)
- 부다페스트 2구 명예 시민(2024)